# The Face of Love
The Face of Love è un film del 2013 scritto e diretto da Arie Posin e interpretato da Robin Williams, Ed Harris e Annette Bening.

## Trama
Nikki, vedova del marito Garrett da cinque anni, incontra Tom, un uomo che gli assomiglia inesplicabilmente, al punto da sembrare un suo sosia. Di fronte allo stupore provato alla vista dell'uomo, Nikki non stenta a innamorarsene e a intraprendere con lui un'intensa relazione, seppur "over 50". Ma oltre alla fantasia di ritornare ai ricordi del passato e la concretezza della vita reale, i progetti di un nuovo futuro faranno risentire Nikki dal vortice amoroso in cui viene sempre più attratta, spingendola a discernere l'uomo della sua vita nel più modo posato e maturo.